# Kathleen Hersey
Kathleen Elizabeth Hersey (Athens, 21 de febrero de 1990) es una deportista estadounidense que compitió en natación.
Ganó una medalla de bronce en el Campeonato Pan-Pacífico de Natación de 2010, en la prueba de 200 m mariposa. Participó en dos Juegos Olímpicos de Verano, ocupando el octavo lugar en Pekín 2008 y el cuarto en Londres 2012, también en 200 m mariposa.

## Palmarés internacional
| Campeonato Pan-Pacífico | Campeonato Pan-Pacífico | Campeonato Pan-Pacífico | Campeonato Pan-Pacífico |
| Año                     | Lugar                   | Medalla                 | Prueba                  |
| ----------------------- | ----------------------- | ----------------------- | ----------------------- |
| 2010                    | Irvine (Estados Unidos) | Medalla de bronce       | 200 m mariposa          |